# 十日町郵便局
十日町郵便局（とおかまちゆうびんきょく）
- 新潟県十日町市にある郵便局。本記事にて記述する。

十日町簡易郵便局（とうかまちかんいゆうびんきょく）
- 宮崎県東諸県郡国富町にある簡易郵便局。局番号は73734。

十日町郵便局（とおかまちゆうびんきょく）は新潟県十日町市にある郵便局。民営化前の分類では集配普通郵便局であった。

## 概要
住所：〒948-8799 新潟県十日町市本町6-1

### 分室
分室はなし。過去に存在した分室は以下のとおり。
- 保険分室 - 廃止年月日不明。簡易保険および郵便年金事務のみ取扱。

## 沿革
- 1872年8月4日（明治5年7月1日） - 十日町郵便取扱所として開設[1]。
- 1875年（明治8年）1月1日 - 十日町郵便局となる。
- 1880年（明治13年）1月16日 - 為替取扱を開始。
- 1881年（明治14年） - 貯金取扱を開始。
- 1895年（明治28年）3月16日 - 十日町郵便電信局となる。
- 1903年（明治36年）4月1日 - 通信官署官制の施行に伴い十日町郵便局となる。
- 1949年（昭和24年）3月20日 - 特定郵便局から普通郵便局に局種別改定[2]。
- 1950年（昭和25年）11月1日 - 中魚沼郡十日町辰甲に、保険分室を設置[3]。
- 1956年（昭和31年）11月1日 - 電話通話および和文電報受付事務の取扱を開始。
- 1983年（昭和58年）8月22日 - 十日町市谷内寅から、同市宇都宮に局舎を新築、移転。
- 1984年（昭和59年）3月31日 - 六箇郵便局の廃止に伴い、取扱事務を承継。
- 1999年（平成11年） - 外国通貨の両替および旅行小切手の売買に関する業務取扱を開始。
- 2005年（平成17年）8月1日 - 六箇簡易郵便局の一時閉鎖[4]に伴い、取扱事務を承継[5]。
- 2007年（平成19年）
  - 3月12日 - 魚沼中条郵便局から「949-86xx」区域の集配業務を移管[6]。
  - 10月1日 - 民営化に伴い、併設された郵便事業十日町支店に一部業務を移管。
- 2012年（平成24年）10月1日 - 日本郵便株式会社発足に伴い、郵便事業十日町支店を十日町郵便局に統合。
- 2015年（平成27年）7月6日 - 土市郵便局から「949-85xx」区域の集配業務を移管。

## 取扱内容
- 郵便、印紙、ゆうパック、内容証明
- 貯金、為替、振替、振込、国際送金、外貨両替、国債、投資信託
- 生命保険、バイク自賠責保険、自動車保険
- ゆうちょ銀行ATM
- 「948-00xx」「949-85xx」「949-86xx」区域（十日町市（合併以前からの十日町市域の一部））の集配業務
- ゆうゆう窓口

## 風景印
- 表記は『十日町』
- 図案は『雪まつり風景』・『着物姿の女性』
- 使用開始日は1996年（平成8年）8月8日

### 過去の風景印
- 1987年（昭和57年）2月13日 - 1996年（平成8年）8月7日
  - 表記は『十日町』
  - 図案は『雪まつり風景』・『着物姿の女性』

## 周辺
- 十日町市博物館
- 十日町市総合体育館
- 十日町市立十日町中学校
- 道の駅クロス10十日町

## アクセス
- JR飯山線、北越急行ほくほく線 十日町駅から徒歩約9分
- 南越後観光バス、北越後観光バス（旧・越後柏崎観光バス） 本町六丁目停留所下車
- 関越自動車道 六日町ICから北西へ約17km、越後川口ICから南へ約18km
- 国道117号沿い
- 駐車場あり：18台